# شرح الاشارات
شرح الاشارات (به عربی: شرح الإشارات) کتابی است  که توسط خواجه نصیرالدین طوسی نوشته شده است. این کتاب تفسیر فلسفی بر کتاب الاشارات و التنبیهات (نوشتۀ ابن سینا) در دفاع از فلسفه ابن سینا در پاسخ به کتاب انتقادی فخر رازی است که با همین عنوان کتاب نوشته بود.